# Andreas Bach Buch
L’Andreas Bach Buch (le livre d’Andreas Bach, du nom d'un de ses possesseurs — conservé à la Musikbibliothek de la Stadtbibliothek de Leipzig, III.8.4) est un recueil manuscrit de 57 pièces pour clavier, compilé par Johann Christoph Bach († 1721), d'Ohrdruf, frère aîné de Jean-Sébastien Bach. La collection date probablement des années 1704 à 1713,, mais comprend des pièces plus anciennes.
Cette copie constitue l'une des sources importantes pour de nombreux compositeurs d'Allemagne du nord, par exemple J.A. Reincken, Buxtehude et Böhm qui sont les grands maîtres dans la formation de Bach. Johann Christoph laisse un autre recueil, appelé Manuscrit Möller [Möllersche Handschrift] (Berlin, Staatsbibliothek, Mus. Ms. 40644) du nom de son possesseur, Johann Godfried Möller (1774–1833) – né à Ohrdruf – et qui comprend presque autant de pièces, copiées entre 1704 et 1707. Ces manuscrits sont ensemble, les deux sources principales pour les premières compositions de Bach, et contiennent des unica (seule source connue d'une œuvre), dont six de Buxtehude.

## Histoire
Le manuscrit de Johann Christoph a été hérité par son fils cadet Johann Andreas (1713–1779). C'est lui qui lui donne son nom, en raison de sa signature en dernière page : « Johann Andreas Bach, 1754 ». Il a été transmis ensuite à l'organiste Christian Friedrich Michaelis (1770–1834) puis à Carl Ferdinand Becker (1804–1877) – l'un des éditeurs de la Bach-Gesellschaft –, pour finalement être acquis par la bibliothèque de Leipzig (Musikbibliothek) en 1856. Il s'y trouve actuellement, au sein de la collection Beker, sous la cote III.8.4 et est disponible en ligne.
C'est l'un des plus grands spécialistes de Bach, Hans-Joachim Schulze (* 1934) qui a identifié l'écriture de Johann Christoph, seulement à la fin des années 1970 lorsqu'il travaillait aux archives Bach de Leipzig, par une étude publiée dans le cadre de sa thèse de doctorat.

## Manuscrit
La compilation de Johann Christoph contient sur 118 pages, 57 œuvres de 16 auteurs différents. L'origine des pièces est très variée : auteurs français, italiens, allemands de la fin du XVIIe et du début du XVIIIe siècle. À l'époque de la copie un seul compositeur est mort : Bruhns. Il est courant que les compositeurs « se communiquent les œuvres qu'ils veulent jouer... », c'est sans doute pourquoi les partitions à partir desquelles Johann Christoph a travaillé, sont de grande qualité, ce qui confère au recueil « une importance unique pour notre connaissance de la musique allemande pour clavier » de l'époque. 

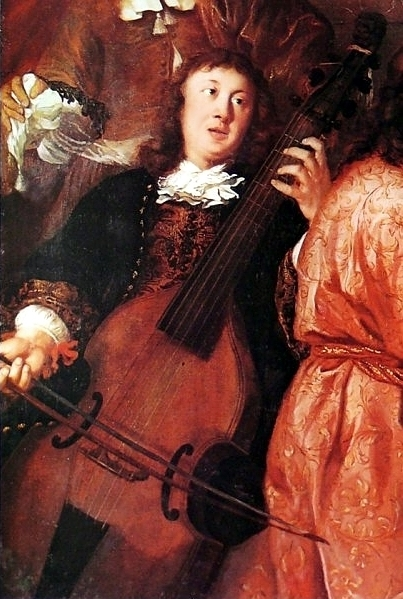
Buxtehude (1674) peint par Johannes Voorhout (détail).

Jean-Sébastien a pu rapporter de son voyage d'un trimestre à Hambourg (1705 – deux ans après le passage d'Haendel), certaines des œuvres de Buxtehude ou Reinken, ainsi que les pièces de Marin Marais où l'opéra a pu être donné (en revanche on ignore l'origine de cet arrangement pour clavier). Carlo Francesco Pollarolo est un vénitien connu pour ses opéras et quelques pièces de clavecin dont deux capricci se retrouvent bien énigmatiquement dans le recueil.
Les sept œuvres de Buxtehude, comme les autres, sont notées en « tablature à l'italienne », c'est-à-dire équivalent à notre notation moderne qui s'est généralisée au XVIIIe siècle. Or les partitions originales ont sans doute été écrites en tablature allemande. Ainsi il s'agit pour une petite part d'une transcription : les tablatures allemandes n'indiquent ni mesure, ni pédale. Le titre du Prélude BuxWV 137 précise l'usage du pédalier, mais le manuscrit, comme d'usage à l'époque de Bach, présente seulement deux portées – la troisième, dévolue à la pédale, n'étant courante seulement qu'avec l'édition romantique.
Le manuscrit a été l'objet de l'attention et de l'admiration des musicologues dès Spitta au milieu du XIXe siècle, pour son contenu exceptionnel : la présence des unicae de Buxtehude et des œuvres de jeunesse de Bach. Durant la période antérieure aux découvertes de Hans-Joachim Schulze, certaines faisaient polémique sur leur attribution en raison de la diversité des styles qu'exploite le jeune musicien, curieux de tous les genres et des provenances diverses, tant française, italienne qu'allemande. Les pièces de Bach s'étalent sur une période de dix ans. Du Bach de 18 ans, bientôt en poste à Arnstadt (à quelques kilomètres d'Ohrdruf), jusqu'au style plus abouti de la Toccata BWV 911 d'un compositeur de 25 ans. Les BWV 921 et BWV 1121 seraient parmi les plus anciennes compositions pour clavier connues de Bach, (avec  le prélude en sol mineur BWV 535a et les chorals pour orgue « Wie schön leuchtet der Morgenstern », BWV 739 et 764, tous composés avant 1706–1707).
De nos jours les manuscrits et les copies par le jeune Bach, sujet d'une anecdote très connue, n'ont pas été retrouvés. Une pièce comme la Chaconne en ré mineur de Pachelbel, ou des pièces du même genre, pouvait en faire partie, Johann Christoph étant l'élève de Pachelbel.

Musiciens de la collection
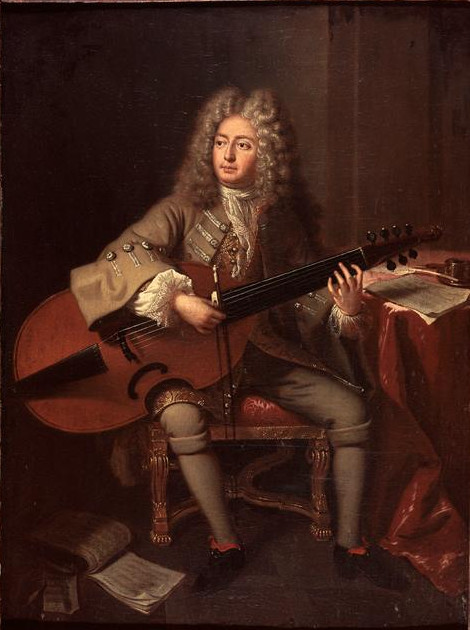
Marais
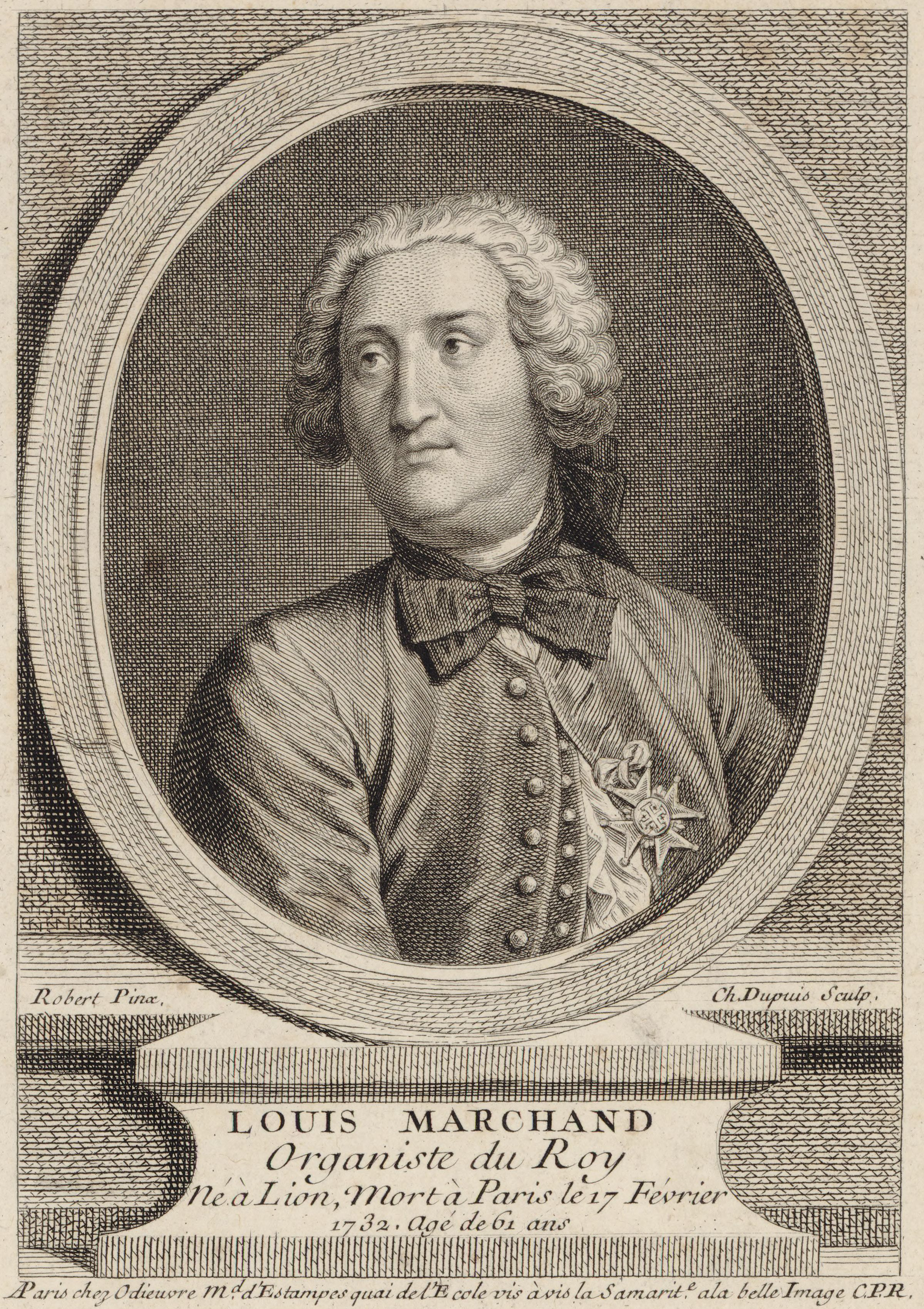
Marchand
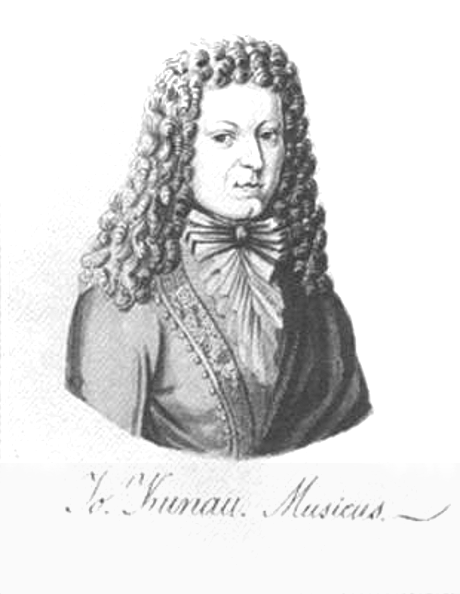
Kuhnau
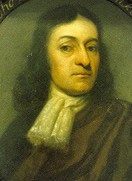
Reinken

## Détails des pièces
| no | folio   | auteur     | titre/tonalité                                           | catalogue                              | note et incipit |
| -- | ------- | ---------- | -------------------------------------------------------- | -------------------------------------- | --- |
| 11 |         | Anonyme    | Courante en si-bémol majeur                              |                                        | |
| 41 |         | Anonyme    | Choral Auf meinen lieben Gott                            |                                        | Variations |
| 48 |         | Anonyme    | Fugue en sol majeur                                      |                                        | |
| 57 |         | Anonyme    | Fugue en mi mineur                                       |                                        | Attribution antérieure à Bach, BWV 960 |
| 52 |         | Bach       | Fantasia & Imitatio en si mineur                         | Bwv 563                                | L'imitation dont il s'agit est celle de la Clavier-Übung (fin années 1690) de Johann Kuhnau |
| 45 |         | Bach       | Fantaisie en ut majeur                                   | Bwv 570                                | |
| 50 |         | Bach       | Fugue sur un thème de Giovanni Legrenzi en ut mineur     | Bwv 574b                               | D'après une sonate en trio. |
| 28 |         | Bach       | Fugue en sol mineur                                      | Bwv 578                                | La lecture audio n'est pas prise en charge dans votre navigateur. Vous pouvez télécharger le fichier audio. |
| 24 |         | Bach       | Passacaglia et fugue, pour orgue en ut mineur            | BWV 582                                | La lecture audio n'est pas prise en charge dans votre navigateur. Vous pouvez télécharger le fichier audio.Composition : 1707/08. Les musicologues ont rapproché le thème de la Passacaille en sol mineur du Second livre de messe de André Raison, ainsi que la Passacaille en ré mineur de Buxtehude et avec sa Chaconne en mi mineur ce qui correspondrait à la date de la mort du musicien de Lübeck. Piet Kee, organiste, a été le premier à établir la source possible de la construction (numérique et symbolique) : Andreas Werckmeister « Paradoxal-Discourse » de 1706, publiée l'année suivante. |
| 30 |         | Bach       | Prélude de choral Gottes Sohn ist kommen                 | Bwv 724                                | Gott, durch deine Güte |
| 13 |         | Bach       | Ouverture en fa majeur                                   | Bwv 820                                | Ouverture, Entrée, Menuet/Trio, Bourrée, Gigue. |
| 20 |         | Bach       | Toccata en fa-dièse mineur                               | Bwv 910                                | |
| 25 |         | Bach       | Toccata en ut mineur                                     | Bwv 911                                | |
| 27 |         | Bach       | Toccata en sol majeur                                    | Bwv 916                                | |
| 32 |         | Bach       | Prélude en ut mineur                                     | Bwv 921                                | Jean-Sébastien ajoute lui-même trois mesures pour terminer la pièce. « Le jeune Bach essaie par différents moyens d'exécuter de simples progressions d'accords d'une manière élaborée et virtuose. » |
| 56 |         | Bach       | Fantaisie et fugue en la mineur                          | Bwv 944                                | « La brève fantaisie, seulement une succession d'accords marquée arpège, n’apparaît pas régulièrement dans les diverses sources, suggérant que Bach pourrait l'avoir ensuite rejetée. » |
| 19 |         | Bach       | Fugue en la majeur                                       | Bwv 949                                | Il s'agit d'une des quatre adaptations conservées d'Albinoni. Bach y traite l'opus 1 no 7, second et quatrième mouvements, mais de manière très lâche par rapport à l'original. C'est peut-être pourquoi le manuscrit n'indique pas le lien. |
| 36 |         | Bach       | Aria Variata alla maniera italiana                       | Bwv 989                                | Dix variations |
| 33 |         | Bach       | Fantaisie en ut mineur                                   | Bwv 1121 (anciennement BWV Anhang 205) | |
| 6  |         | Böhm       | Prélude, fugue et postlude en sol mineur                 |                                        | |
| 8  |         | Böhm       | Ouverture en ré majeur                                   |                                        | Suite |
| 16 |         | Böhm       | Ouverture en mi-bémol majeur                             |                                        | Suite : Ouverture, Air, Rigodon, Trio, Rondo, Menuet, Chaconne. |
| 17 |         | Böhm       | Suite en ut mineur                                       |                                        | |
| 18 |         | Böhm       | Suite en la mineur                                       |                                        | |
| 40 |         | Buttstett  | Fugue en mi mineur                                       |                                        | Cette fugue est nommée « Trémolo » par Dietrich Bartel, mais ce procédé semble une caractéristique de style du compositeur. Buttstett est élève de Pachelbel en même temps que Johann Christoph et organiste à la Predigerkirche d'Erfurt, poste qu'avait occupé Johann Bach (frère du grand-père de Jean-Sébastien). |
| 54 |         | Buttstett  | Prélude en sol majeur                                    |                                        | Extrait du Musicalische Clavier-Kunst und Vorraths-Kammer IV, publié en à Leipzig en 1713. |
| 23 | 8r/53a  | Buxtehude  | Prélude et fugue en sol mineur                           | BuxWV 150                              | |
| 9  | 33v     | Buxtehude  | Chaconne en ut mineur                                    | BuxWV 159                              | unicum |
| 26 | 61v     | Buxtehude  | Fuge en ut majeur                                        | BuxWV 174                              | unicum. La parenté avec le thème du BWV 577 a été notée par les musicologues |
| 42 | 91r     | Buxtehude  | Chaconne en mi mineur                                    | BuxWV 160                              | La lecture audio n'est pas prise en charge dans votre navigateur. Vous pouvez télécharger le fichier audio. unicum |
| 51 | 107v    | Buxtehude  | Passacaglia en ré mineur                                 | BuxWV 161                              | La lecture audio n'est pas prise en charge dans votre navigateur. Vous pouvez télécharger le fichier audio. unicum |
| 53 | 110r    | Buxtehude  | O Lux beata Trinitas col Pedali, Præludium en sol majeur | BuxWV 216                              | unicum (fragment) |
| 55 | 111v    | Buxtehude  | Praeludium in C Pedaliter di D Buxtehude                 | BuxWV 137                              | La lecture audio n'est pas prise en charge dans votre navigateur. Vous pouvez télécharger le fichier audio. unicum. Les éditions modernes indiquent la structure : Prélude, Fugue et Chaconne |
| 47 |         | Fischer    | Præludium & Ciaconne                                     |                                        | Extrait des Pièces de Clavecin, 1696. |
| 49 |         | Kuchenthal | Cambercweau en ut majeur                                 |                                        | Chant berceau |
| 1  |         | Kuhnau     | Sonate Biblique no 1 en ut majeur                        |                                        | Le recueil Musicalischer Vorstellung einiger Biblischer Historien, comprenant six sonates, est publié en 1700. |
| 2  |         | Kuhnau     | Sonate Biblique no 2 en sol mineur                       |                                        | |
| 3  |         | Kuhnau     | Sonate Biblique no 3 en sol majeur                       |                                        | |
| 4  |         | Kuhnau     | Sonate Biblique no 4 en fa majeur                        |                                        | |
| 5  |         | Kuhnau     | Sonate Biblique no 5 en mi-bémol majeur                  |                                        | |
| 39 |         | Marchand   | Suite en ré mineur                                       |                                        | Extrait des Pièces de Clavecin, Livre Premier, 1702. |
| 38 |         | Marais     | Suite d'Alcide (1693)                                    |                                        | L'opéra original a été composé avec Louis Lully (fils) |
| 21 | 4v-5v   | Pachelbel  | Toccata en ut majeur                                     |                                        | |
| 22 | 7v-8r   | Pachelbel  | Toccata [pour orgue (no 3)]                              |                                        | |
| 25 |         | Pachelbel  | Toccata en ré mineur                                     |                                        | voir no 31 |
| 29 | 67v-69r | Pachelbel  | Chaconne en ré mineur                                    | T.204                                  | |
| 31 | 70v-71r | Pachelbel  | Fugue                                                    |                                        | voir no 25 |
| 12 |         | Pestel     | Suite en ré majeur                                       |                                        | Entrée, Menuet, Bourrée, Passepied, Menuet, Gavotte, Sarabande. |
| 10 |         | Pollarolo  | Capriccio en ré majeur                                   |                                        | |
| 44 |         | Pollarolo  | Capriccio en ut majeur                                   |                                        | |
| 14 |         | Reinken    | Variation en mi mineur                                   |                                        | |
| 15 |         | Reinken    | Toccata en sol majeur                                    |                                        | |
| 46 |         | Reinken    | Variations Schweiget mir vom Weibernehmen en sol majeur  |                                        | Thème et 11 variations. |
| 35 |         | Ritter     | Sonatina en ré mineur                                    |                                        | Pour orgue. |
| 43 |         | Ritter     | Suite en fa mineur                                       |                                        | |
| 7  |         | Telemann   | Ouverture en mi-bémol majeur                             |                                        | Extrait d'une suite pour clavecin : Ouverture, Entrée, Menuet, Loure, Gigue, Bourrée, Polonaise, Aria, Passepied. |
| 34 |         | Witt       | Prélude                                                  |                                        | |
| 37 |         | -          | Table d'ornementation                                    |                                        | |

## Discographie
- Andreas Bach Buch [9 pièces] - Benjamin Alard, clavecin Philippe Humeau et à l’orgue de Saint-Étienne-de-Baïgorry (27-31 octobre 2005, Éditions Hortus 045)
- Andreas Bach Buch [13 pièces]  - Maurizio Croci, orgue (2004, Stradivarius STR33639)[23]
- Andreas Bach Buch Manuscript [15 pièces] - Joseph Payne, clavecin et orgue (1999, Koch/Discovery International DICD 920591)

### Édition
- Robert Hill (éd.), Introduction to Keyboard Music from the Andreas Bach Book and the Möller Manuscript, Cambridge Massachisetts, Harvard University Press 1991, coll. Harvard Publications in Music 16, 258 p.  (ISBN 9780674588943), (OCLC 23839483)
- Johann Heinrich Buttstett, Sämtliche Orgelwerk. (Klaus Beckmann éd.) Édition Schott, ED 9923, 2006.

#### Thèses
- (en) Robert Stephen Hill, The Möller Manuscript and the Andreas Bach Book : Two keyboard anthologies from the circle of the young Johann Sebastian Bach, Cambridge, Harvard University, coll. « Publications in Music » (no 16), 1987, 1508 p. (OCLC 18857225)
- (en) Scott M. Elsholz, Opening a forgotten cabinet : Johann Heinrich Buttstett’s musicalische clavier=kunst und vorraths=kammer (1713), Indiana University, Jacobs School of Music, 2013, 116 p. (OCLC 828126957, lire en ligne)

#### Compositeurs
- Gilles Cantagrel, De Schütz à Bach : La musique du baroque en Allemagne, Paris, Fayard, 2008, 249 p. (ISBN 978-2-213-63832-4 et 2-213-63832-2, OCLC 311743762, BNF 41391707)
- Richard Douglas Jones, The Creative Development of Johann Sebastian Bach, Volume I: 1695–1717 (œuvre littéraire), OUP, 2006, [lire en ligne].
- Kerala J. Snyder, Dieterich Buxtehude : Organist in Lübeck, University Rochester Press, coll. « Eastman studies in music » (no 44), 1987 (éd. rev. 2007), 551 p. (ISBN 978-0-02-873080-6, 1-58046-253-7 et 0-02-873080-1, OCLC 16131158, lire en ligne)
- (en) Jean M. Perreault, The Thematic Catalogue of the Musical Works of Johann Pachelbel, Lanham, Scarecrow Press, 2004, 414 p. (ISBN 0-8108-4970-4, OCLC 53434655, lire en ligne)
- (en) Peter Williams, Bach, Handel, Scarlatti, Tercentenary Essays, Cambridge/New York, 1985, 363 p. (ISBN 0-521-25217-2, OCLC 10799759, lire en ligne)

#### Études
- (en) Willi Apel (trad. Hans Tischler), The History of Keyboard Music to 1700, Bloomington, Indiana University Press, 1972 rééd. 1997, 878 p. (ISBN 978-0-253-13790-6, 0-253-13790-X et 0253211417, OCLC 412121, BNF 42816816, lire en ligne)
- (de) Hans-Joachim Schulze, Studien zur Bach-Überlieferung im 18. jabrbundert, Leipzig/New York, Peters, coll. « Musikwissenschaftliche Studienbibliothek », 1984, 250 p. (ISBN 3-369-00036-9, OCLC 12535788), p. 30-56

#### Articles
- (en) George J. Buelow, Buttstett, Johann Heinrich (article), Londres, Macmillan, (édité par laura macy) seconde édition, 29 vols. 2001, 25000 p. (ISBN 978-0-19-517067-2, lire en ligne)